# Anna Pfeffer
Anna Pfeffer (n. 31 august 1945, Kaposvár, județul Somogy, Ungaria) este o caiacistă ce a reprezentat Ungaria, medaliată olimpică. A participat la 3 ediții ale Jocurilor Olimpice (1968, 1972, 1976) în care a câștigat două medalii de argint și o medalie de bronz.